# Robert Apisa
Robert Apisa, Bob Apisa lub Bobby Apisa – amerykański aktor i kaskader. Można go zobaczyć w filmach takich jak: Nieuchwytny cel (Hard Target), Ostatni skaut (The Last Boy Scout), Wybraniec śmierci (Marked of Death). Kiedyś był sportowcem, m.in. grał w drużynie footballowej.